# .sh
sh. هو نطاق إنترنت من صِنف مستوى النطاقات العُليا في ترميز الدول والمناطق، للمواقع التي تنتمي إلى سانت هيلينا (مستعمرة بريطانية في المحيط الأطلنطى).